# ووت

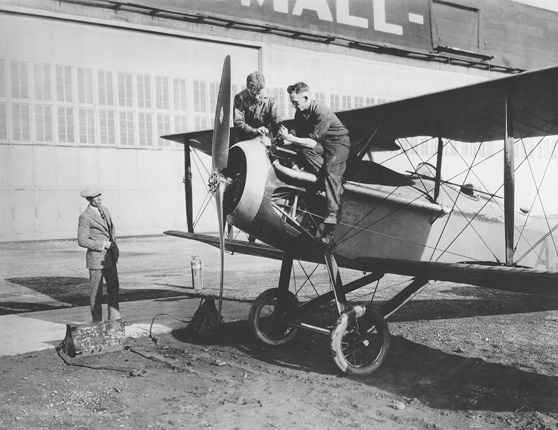
وی ئی-۷ نخستین هواپیمای آمریکایی بود که از روی ناو هواپیمابر به پرواز درآمد.

ووت (به انگلیسی: Vought) نام چند شرکت هوافضای وابسته به هم است که در گذشته شامل این شرکت‌ها می‌شد: لوییس اند ووت، چنس ووت، ووت-سیکورسکی، لینگ-تمکو-ووت (ال تی وی) ایروسپیس، ووت ارکرفت و در حال حاضر ووت ارکرفت اینداستریز. این شرکت در سال ۱۹۱۷ بنیان گذاشته شد. در دههٔ ۱۹۲۰ و ۱۹۳۰ ووت ارکرفت و چنس ووت در ساخت جنگنده‌های ناونشین برای نیروی دریایی ایالات متحده آمریکا که بزرگترین مشتری آن‌ها بود تخصص پیدا کردند. چنس ووت هزار هواپیما در خلال جنگ جهانی دوم ساخت که اف۴یو کرسر از جمله این هواپیماها بود. در سال ۱۹۶۲ لینگ-تمکو-ووت شرکت ووت را خرید و در خلال جنگ سرد انواع هواپیماها و موشک‌ها را طراحی و تولید کرد. این شرکت در دههٔ ۱۹۹۰ به وسیلهٔ شرکت کارلایل خریداری شده و به ووت ارکرفت اینداستریز تغییر نام داده شد که هم‌اکنون نیز با این نام در حال فعالیت در زمینهُ هوافضا است. مرکز این شرکت هم‌اکنون در دالاس تگزاس قرار دارد.

## تاریخچه

### چنس ووت ۱۹۲۸–۱۹۱۷
شرکت لوییس اند ووت در سال ۱۹۱۷ تأسیس شد و در سال ۱۹۲۲ هنگامی که بردزآی لوییس بازنشسته شد شرکت چنس ووت جای آن را گرفت. سر مهندس پیشین شرکت رایت، چنس ام ووت این شرکت را تأسیس کرد تا از زمینهٔ در حال رشد هوانوردی نظامی و غیرنظامی پس از جنگ جهانی اول بهره‌برداری کند.
ووت در سال ۱۹۳۰ در اثر بیماری سپتی سمی در گذشت، ولی در همان مدت زمان کوتاه موفق شد تا انواع جنگنده‌ها، هواپیماهای آموزشی و قایق‌های پرنده برای نیروی دریایی و نیروی هوابرد نیروی زمینی ایالات متحدهُ آمریکا بسازد. نخستین هواپیمای این شرکت هواپیمای وی ئی-۷ بود که در سال ۱۹۲۲ نخستین پرواز خود را از عرشه یواس اس لنگلی که نخستین ناو هواپیمابر آمریکا بود انجام داد. در پی این موفقیت جنگندهٔ نیروی دریایی وی ئی-۱۱ و ووت اُ۲یو کرسر کرسر ساخته شد. در سال ۱۹۲۸ شرکت‌های یونایتد ارکرفت اند ترنسپورت کرپریشن مالک این شرکت شدند، ولی هنوز این شرکت در یک بخش مجزا فعالیت خود را ادامه داد.

### دههٔ ۱۹۳۰ تا هم‌اکنون
با وجود رکود بزرگ اقتصادی ووت به طراحی و ساخت هواگردها با شتاب فزاینده‌ای ادامه داد. اندکی پس از مرگ چنس ووت در سال ۱۹۳۰ شرکت عملیات خود را به هارتفورد خاوری در کنتیکت منتقل کرد.
طبق قانون مصوبه سال ۱۹۳۴ شرکت یونایتد ارکرفت و ترنسپورتیشن مجبور شدند تا طبق قانون از هم جدا شوند که در نتیجهٔ این قانون شرکت‌های بوئینگ ارکرفت، یونایتد ارلاینز و یونایتد ارکرفت به وجود آمدند که شرکت ووت بخشی از شرکت یونایتد ارکرفت بود. در سال ۱۹۳۹ یونایتد ارککرفت مقر ووت را به استنفورد کنتیکت منتقل کرد، جایی که بخش سیکورسکی آن قرار داشت و نام کل بخش را به ووت-سیکورسکی ارکرفت تغییر داد.
سرمهندس رکس بایزل در سال ۱۹۳۸ آغاز به تولید ایکس اف۴یو کرد. نخستین پرواز این هواپیما در سال ۱۹۴۰ انجام شد و هزاران اف۴یوکرسر در جنگ جهانی دوم برای نیروی دریایی و تفنگداران دریایی آمریکا ساخته شد. تولید این هواپیما در سال ۱۹۵۲ به پایان رسید. ووت در سال ۱۹۴۲ دوباره به عنوان یک بخش مستقل در یونایتد ارکرفت دایر گردید.
در سال ۱۹۴۹ ووت عملیات خود را به دالاس تگزاس منتقل کرد، زیرا نیروی دریایی این که شرکت ووت و نورث امریکن اوییشن که دو شرکت اصلی سازندهٔ هواپیما بودند در ساحل شرقی آمریکا مستقر باشند را ریسکی غیرلازم می‌دانست و بنابراین ووت ۱۳۰۰ کارمند و ۲۷ میلیون پوند تجهیزات را در عرض ۱۴ ماه منتقل کرد که تا آن زمان یک رکورد در نقل و انتقالات صنعتی به‌شمار می‌آمد.
در سال ۱۹۵۴ این شرکت کاملاً از یونایتد ارکرفت جدا شده و به عنوان شرکت مستقل چنس ووت ارکرفت ثبت گردید.
ووت ساخت اف-۸ کروسیدر را در سال ۱۹۵۷ برای نیروی دریایی آغاز کرد. این هواپیما یکی نخستین جنگنده‌های فراصوت نیروی دریایی بود و همچنین آخرین جنگندهٔ آمریکایی بود که سلاح اصلی آن تیربار بود. در طرح اولیهٔ این هواپیما بعداً بازبینی‌های بسیاری انجام شد و با این طرح نوین تر و پیشرفته تر در سال ۱۹۶۵ هواپیمای ای-۷ کرسر ۲ که یک جنگندهٔ ناونشین پشتیبانی نزدیک هوایی بود ساخته شد. این هواپیما در سطح گسترده‌ای در انواع مأموریت‌های پشتیبانی نزدیک هوایی و تهاجمی در خلال جنگ ویتنام شرکت داشت. ای-۷ همچنین در تهاجم ایالات متحدهٔ آمریکا به گرانادا در سال ۱۹۸۳، عملیات بر روی سایت‌های موشکی سوریه در سال ۱۹۸۳، در عملیات الدورادو کنیون علیه لیبی در سال ۱۹۸۶، حمله به سکوهای ساحلی ایران و نیروی دریایی این کشور در عملیات پریینگ مانتیس در سال ۱۹۸۸، در تهاجم به پاناما در سال ۱۹۸۹ و در عملیات توفان صحرا در سال ۱۹۹۱ شرکت داشت. ای-۷ای و ای-۷ئی در خدمت نیروی دریایی آمریکا و ای-۷دی در خدمت نیروی هوایی و گارد ملی هوایی آمریکا بود. ای-۷ هنوز با تعداد محدودی در خدمت نیروی هوایی یونان، پرتغال و تایلند می‌باشد.

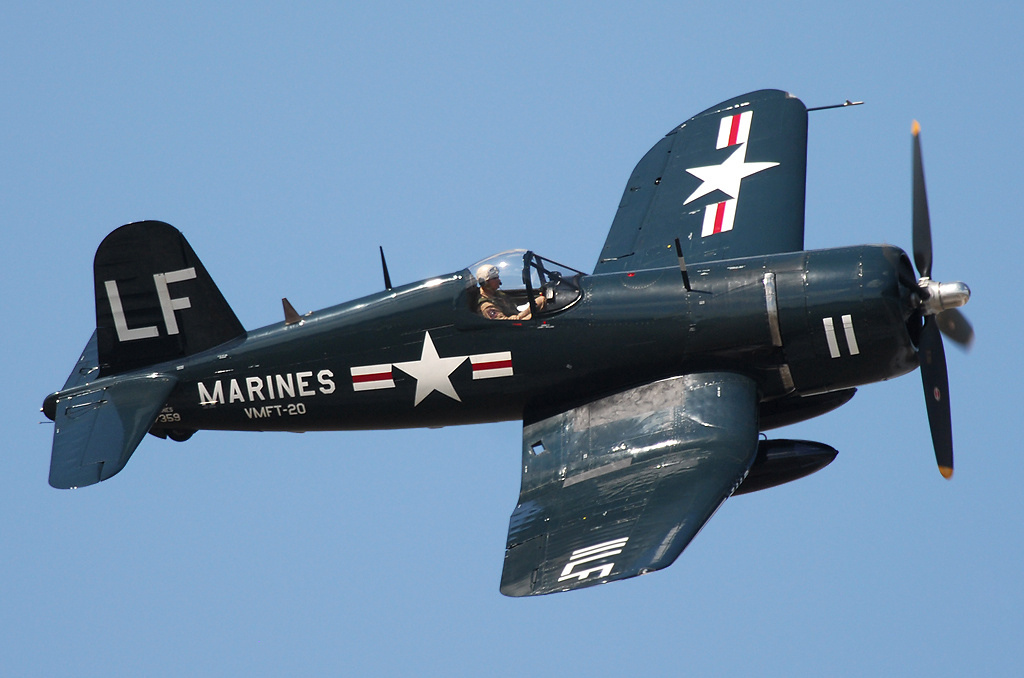
چنس ووت اف۴یو کرسر
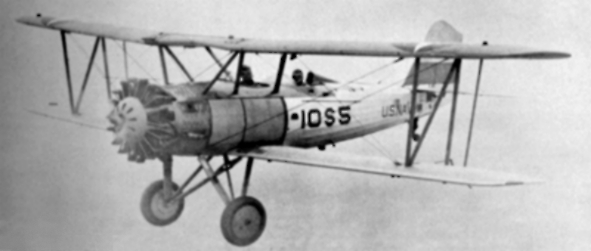
ووت اُ۲یو کرسر
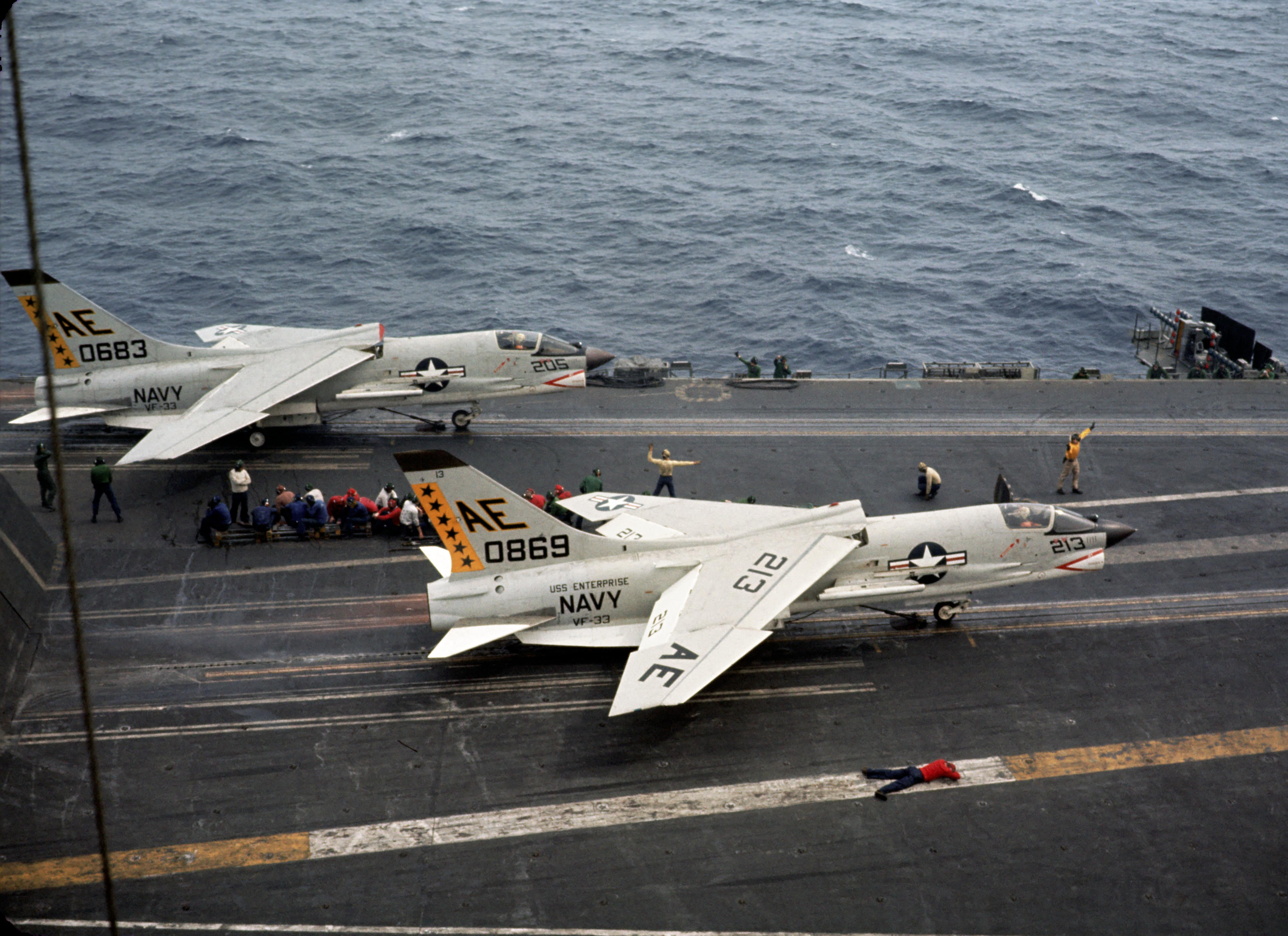
ووت اف-۸ کروسیدر
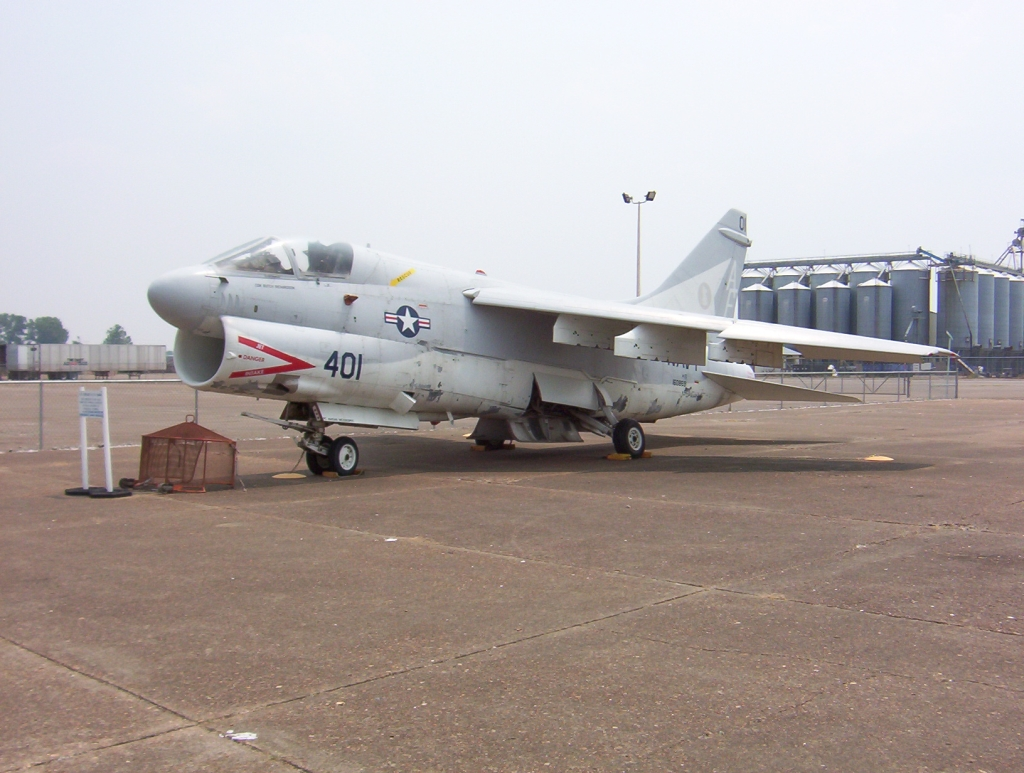
ال‌تی‌وی ای-۷ کرسر ۲
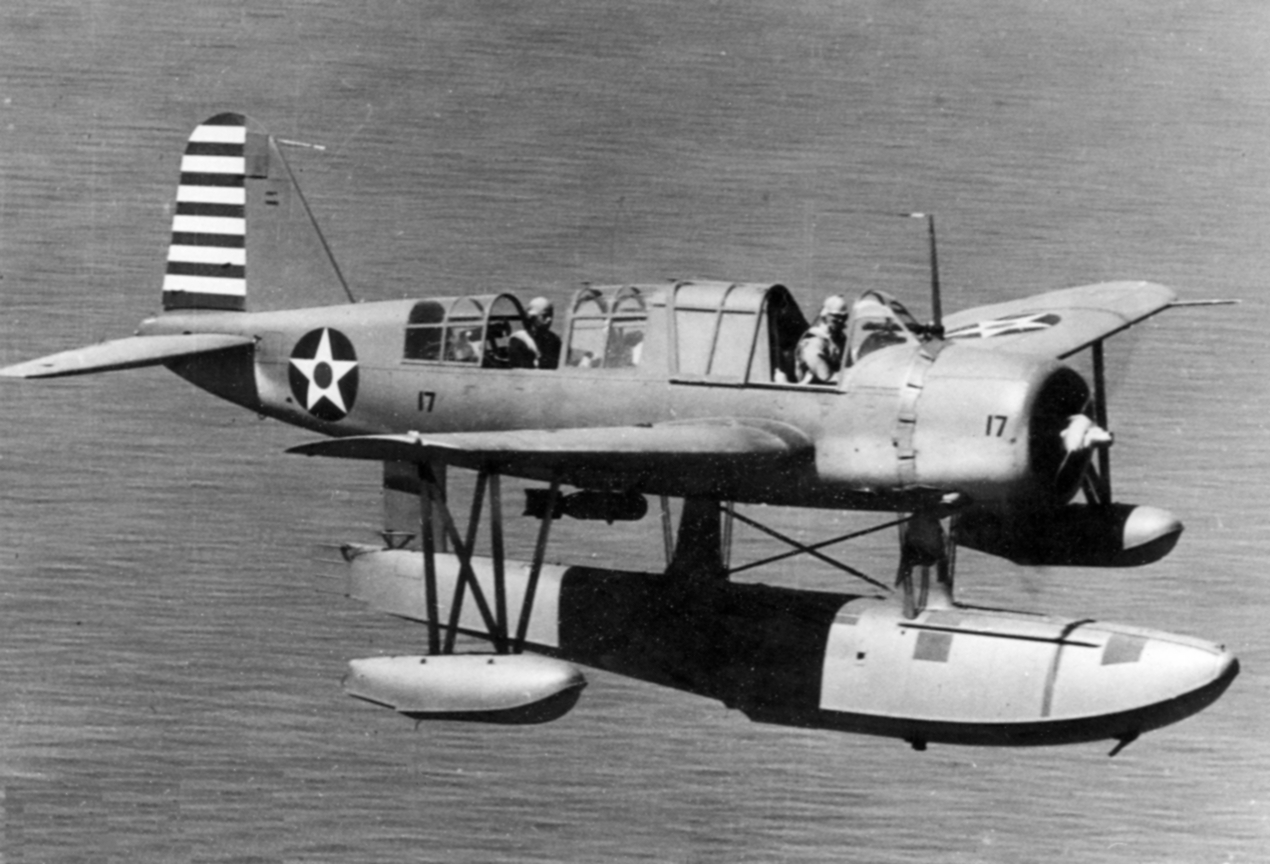
ووت اُاس۲یو کینگ فیشر
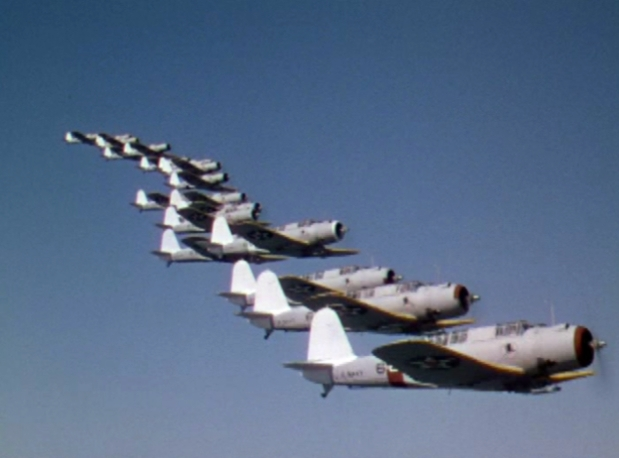
ووت اس بی۲یو ویندیکیتر